# أهل الرمل
أهل الرمل هي قرية ريفية في إقليم تارودانت ضمن جهة سوس ماسة درعة بالمغرب. كان مجموع عدد سكان البلدية أهل الرمل 8.286 نسمة يعيشون في 1.386 أسرة.(تعداد السكان الرسمي 2004)